# Gaiutra Bahadur
Gaiutra Bahadur est une journaliste et autrice américaine d'origine indo-guyanaise plusieurs fois primée pour ses ouvrages. Ceux-ci portent généralement sur la littérature, l'histoire, la mémoire, les migrations, les questions ethniques ou de genre. Elle est surtout connue pour son livre inspiré de son histoire personnelle Coolie Woman: The Odyssey of Indenture, qui a été présélectionné pour le prix Orwell en 2014.

## Biographie

### Jeunesse
Gaiutra Bahadur est née à New Amsterdam, dans le Berbice oriental-Courantyne en Guyana rurale. Elle émigre aux États-Unis avec sa famille à l'âge de six ans,. Elle grandit à Jersey City, dans l'État du New Jersey et obtient son baccalauréat en littérature anglaise avec mention à l'Université Yale, puis elle décroche une maîtrise en journalisme à l'Université Columbia.

### Carrière
Elle commence comme rédactrice pour The Philadelphia Inquirer et Austin American-Statesman. Elle travaille comme essayiste, critique littéraire et journaliste indépendante et contribue à The New York Times Book Review, au New York Review of Books, au New Republic, au Lapham's Quarterly, à Dissidence, à The Nation, à The Virginia Quarterly Review, à The Boston Review, The Los Angeles Review of Books, Ms. Magazine et d'autres publications encore.
Elle remporte la bourse Nieman à l'Université Harvard à l'âge de 32 ans. Son livre Coolie Woman est publié en 2013. Ce dernier est constitué en partie d'une histoire narrative des domestiques sous contrat d'origine indienne venues d'Inde pour travailler dans les Caraïbes ainsi que l'histoire de son arrière-grand-mère, Sujaria, qui a quitté Calcutta pour la Guyane britannique en 1903 afin de travailler comme telle,. Le livre a été finaliste du Prix Orwell 2014 et a remporté le prix Gordon K. et Sybil Lewis. La Chronique de l'enseignement supérieur a inclus cet ouvrage dans son tour d'horizon des meilleurs livres savants de la décennie en 2020.
Elle a collaboré avec le poète et traducteur Rajiv Mohabir à récupérer le seul texte connu d'un immigré travaillant dans les plantations dans les Caraïbes anglophones. La traduction anglaise de Mohabir, I Even Regret Night: Holi Songs of Demerara, a été publiée en 2019 avec une postface de Gaiutra Bahadur, qui l'a présenté pour la première fois à la British Library lors de ses recherches sur Coolie Woman.
Gaiutra Bahadur est actuellement professeure adjointe de journalisme à l'Université Rutgers-Newark et enseigne la non-fiction créative à l'Université de Bâle en Suisse et la littérature caribéenne au City College de New York.

### Livres
- Coolie Woman, University of Chicago Press, 2013 (ISBN 978-0226034423)
- Family Ties, Scholastic, 2012 (ISBN 978-0531225547)

### Anthologies
Documentaires
- (en) Gaiutra Bahadur, « Tales of the sea: A sisterhood of the boat », Griffith REVIEW,‎ 2018, p. 78-90 (ISSN 1839-2954, lire en ligne)
- (en) Gaiutra Bahadur, « Of Islands and Other Mothers », dans Rebecca Solnit & Joshua Jelly-Schapiro, Nonstop Metropolis : a New York City Atlas, Etats-Unis d'Amérique, University of California Press, 2016, 232 p. (ISBN 978-0520285958)
- (en) Gaiutra Bahadur, « Ogling the Statue of Liberty », dans Irina Reyn, living on the Edge of the World: New Jersey Writers Take on the Garden State, Etats-Unis d'Amérique, Touchstone, 2007, 256 p. (ISBN 978-0743291606)

Fictions
- (en) Gaiutra Bahadur, « The Stained Veil », dans Go Home!, New York, The Feminist Press, 2018

Articles et essais notables
- Gaiutra Bahadur, « Masters and Servants », The Boston Review,‎ 8 mai 2018
- Gaiutra Bahadur, « A Good Story, if I Can Remember It », Lapham's Quarterly,‎ 16 août 2016
- La dette des États-Unis envers les immigrants de The New Republic
- Gaiutra Bahadur à la New York Review of Books
- Gaiutra Bahadur au New York Times Book Review
- Gaiutra Bahadur à Dissent
- Gaiutra Bahadur au Virginia Quarterly Review
- Gaiutra Bahadur à The Nation

## Grands prix et reconnaissance
- Résidence des arts littéraires 2018, Centre Bellagio en Italie, The Rockefeller Foundation[9]
- Chercheuse en résidence 2018, Schomburg Center for Research in Black Culture, The New York Public Library[10]
- 2016-2017 Fellow, WEB Du Bois Institute, Harvard University[11]
- Résidence MacDowell Artists Colony 2015[12]
- Prix Orwell 2014 (présélection), Coolie Woman[13]
- Prix Bocas de littérature des Caraïbes 2014 (liste non-fiction), Coolie Woman[14]
- Deux fois lauréate du prix du Conseil des arts du New Jersey pour la prose, 2013[15] et 2019[16]
- 2007-2008 Nieman Fellow, Université Harvard[17]